# VfB Eppingen
Verein für Bewegungsspiele Eppingen 1921 e.V. é uma agremiação esportiva alemã, fundada em 1921, sediada em Eppingen, no estado de Baden-Württemberg.

## História
O clube tem suas raízes no Turnverein 1865 Eppingen cujo foco principal era a ginástica e formou seu departamento de futebol por volta de 1910. No final da Primeira Guerra Mundial, os jogadores receberam algumas aulas de uma fonte improvável: um oficial inglês encarregado dos prisioneiros de guerra do local. O VfB Eppingen foi estabelecido como um clube dedicado ao futebol em 1921 e ganhou o título local em 1925.
O Eppingen desfrutou do sucesso na década de 70 com a conquista da 2. Amateur Liga Rhein-Neckar, em 1973, e prosseguiu sua fase de vitórias obtendo o título da Amateurliga Nordbaden em 1974 e 1979. Um dos momentos de destaque da história do clube nesse período foi a vitória por 2 a 1 sobre o Hamburger SV válida pela Copa da Alemanha, na temporada 1974-1975. A equipe foi eliminada nas oitavas de final ao capitular por 2 a 0 diante do Werder Bremen.  
O clube passou da Oberliga Baden-Württemberg para a 2. Bundesliga Süd para uma única temporada, em 1980-1981, quando terminou em segundo na Oberliga, atrás do VfB Stuttgart II. Acabaria contudo em último na 2. Bundesliga e rebaixado para a Oberliga, na qual um novo descenso o leveria de volta à Verbandsliga Nordbaden.
A equipe jogou mais uma temporada na Oberliga Baden-Württemberg (III) em 1990-1991. Desde então, tem flutuado entre a Verbandsliga e Landesliga. Em 2003, caiu para a Bezirksliga (VII), mas se recuperou de forma impressionante, vencendo a sua divisão, com 25 vitórias, cinco empates e nenhuma derrota na temporada 2003-2004. Desde então, o clube tem tido uma sequência de participações na Landesliga, interrompida por duas temporadas na Verbandsliga.

## Títulos
| - Oberliga Baden-Württemberg (III) - Vice-campeão: 1980; - Amateurliga Nordbaden (III) - Campeão: 1975; - Verbandsliga Nordbaden (IV) - Campeão: 1979, 1990; | - North Baden Cup - Campeão: 1973, 1974; |

## Cronologia recente
A recente performance do clube:
| Temporada | Divisão                 | Módulo | Posição |
| 1999–2000 | Verbandsliga Nordbaden  | V      | 13°     |
| 2000–01   | Verbandsliga Nordbaden  | V      | 14° ↓   |
| 2001–02   | Landesliga Rhein-Neckar | VI     | 11°     |
| 2002–03   | Landesliga Rhein-Neckar | VI     | 14° ↓   |
| 2003–04   | Bezirksliga Sinsheim    | VII    | 1° ↑    |
| 2004–05   | Landesliga Rhein-Neckar | VI     | 2° ↑    |
| 2005–06   | Verbandsliga Nordbaden  | V      | 10°     |
| 2006–07   | Verbandsliga Nordbaden  | V      | 15° ↓   |
| 2007–08   | Landesliga Rhein-Neckar | VI     | 4°      |
| 2008–09   | Landesliga Rhein-Neckar | VII    | 3°      |
| 2009–10   | Landesliga Rhein-Neckar | VII    | 2°      |
| 2010–11   | Landesliga Rhein-Neckar | VII    | 2°      |
| 2011–12   | Landesliga Rhein-Neckar | VII    | 5°      |